# Adelaida (California)
Adelaida es un área no incorporada ubicada en el condado de San Luis Obispo en el estado estadounidense de California.

## Geografía
Adelaida se encuentra ubicada en las coordenadas 35°38′44″N 120°52′25″O / 35.64556, -120.87361.